# بن‌بست (داستان کوتاه)
«بن‌بست» داستان کوتاهی از نویسندهٔ ایرانی، صادق هدایت است که نخستین بار در سال ۱۳۲۱ خورشیدی، همراه با هفت داستان دیگر در مجموعهٔ سگ ولگرد منتشر شد.

## خلاصهٔ داستان
شریف از اعیان یکی از شهرستان‌هاست. او در تهران درس خوانده و اکنون رئیس ادارهٔ مالیهٔ زادگاهش است. او به شغلش اهمیتی نمی‌دهد و از دوستان همکارش عقب افتاده است. آنچه که موجب عقب‌افتادگی او شده «عرق و تریاک» که مرتب می‌نوشد و می‌کشد نیست، بلکه «خوش طینتی» اوست. وقتی که پس از سال‌ها زندگی در تهران به زادگاهش برمی‌گردد، می‌بیند که دوستان قدیم «کمابیش به آرزوهای محدود خودشان رسیده بودند» و «یا شکمشان جلو آمده بود، یا شهوت آن‌ها از پایین‌تنه به آرواره‌هایشان سرایت کرده بود».
روزی کارمند جوانی از تهران به ادارهٔ او فرستاده می‌شود. این جوان شبیه دوست درگذشتهٔ شریف، محسن است. کارمند جوان خاطره‌های دوستی گذشته را به یاد شریف می‌آورد. شریف و محسن در تهران دوستان نزدیکی بودند. ازدواج محسن، شریف را بسیار ناراحت کرده بود. چرا که به باور شریف این ازدواج مانعی در دوستیشان بود. با این وجود شریف نیز کمی بعد با دخترخاله‌اش ازدواج می‌کند که این پیوند یک شب بیشتر دوام نمی‌آورد. کمی بعد هنگامی که شریف و محسن به ساحل رفته‌اند، محسن برای شنا وارد دریا شده و غرق می‌شود.
مشخص می‌شود که کارمند جوان پسر محسن است. او نیز مانند پدرش غرق می‌شود. منتها اینبار در استخر خانهٔ شریف. شریف دوباره خود را سرزنش می‌کند. او خانه را ترک کرده و ظاهراً دیگر برنمی‌گردد.

## دیدگاه‌ها
به‌گفتهٔ محمد علی همایون کاتوزیان، مضمون اصلی داستان، احساس گناه عمیق شریف از بابت غرق شدن محسن در دریاست؛ گرچه او هیچ‌گونه مسئولیتی در این فاجعه نداشته است.
به‌گفتهٔ محمد بهارلو، شریف نیز مانند بسیاری از آدم‌های اصلی داستان‌های هدایت (مانند داش آکل، آبجی‌خانم، داودگوژپشت، و راوی بوف کور) محکوم به‌ تنهایی است و همچنین اعتقاد او به جبر و تقدیر که پس از مرگ دوستش در جملهٔ «باید این اتفاق بیفتد» منعکس است، به صورت نخستین احساس او پدیدار می‌شود. بهارلو باور دارد، شریف، به تعبیر فرویدی دچار نوعی «ملانکولی»، یعنی نوعی افسردگیِ عمیق که با بیزاری از خود و جهان پیرامون خویش همراه است، می‌باشد. همچنین آنچه موجب می‌شود شریف در لاکِ تنهایی خود فرو رفته و از نزدیک شدن به دیگران بپرهیزد، نقصی است که او در چهرهٔ خود می‌بیند.

## یادداشت
1. ↑  melancholia